# Europäisches Patent mit einheitlicher Wirkung

EU-Patentschutz:
Ratifikanten
Unterzeichner
nur am Einheitlichen Patentgericht teilnehmend
Nichtteilnehmer
Andere Mitglieder des Europäischen Patentübereinkommens (keine Teilnahme möglich)

Das Europäische Patent mit einheitlicher Wirkung (EPeW, umgangssprachlich auch EU-Patent oder Einheitspatent) ist seit dem 1. Juni 2023 verfügbar. Das Einheitspatent wird nicht in allen 25 teilnehmenden Mitgliedstaaten gelten, da noch nicht alle dieser Staaten das EPG-Übereinkommen am 1. Juni 2023, dem Tag seines Inkrafttretens, ratifiziert haben.
Das EU-Patent könnte die erheblichen Kosten für Übersetzungen zwischen den Sprachen der EU spürbar senken, ist aber im Vergleich zur Validierung in weniger als 5 Vertragsstaaten aufgrund der höheren Jahresgebühren in der Regel teurer.
Im Gegensatz zum europäischen Patent, das Schutz in bis zu 39 Vertragsstaaten des EPÜ ermöglicht, bietet das Einheitspatent einheitlichen Schutz nur in denjenigen 18 EU-Mitgliedstaaten, die das Übereinkommen über ein Einheitliches Patentgericht bisher ratifiziert haben. Das Patentgericht besitzt die Zuständigkeit in Bezug auf Einheitspatente und klassische europäische Patente. Ursprünglich hatten 17 EU Mitgliedsstaaten das Einheitspatent ratifiziert, mittlerweile ist noch Rumänien dazugekommen. Die 18 Staaten der Verstärkten Zusammenarbeit, die die Übereinkommen bereits ratifiziert haben und am Einheitspatentsystem teilnehmen, sind: Österreich, Belgien, Bulgarien, Dänemark, Estland, Finnland, Frankreich, Deutschland, Italien, Lettland, Litauen, Luxemburg, Malta, die Niederlande, Portugal, Rumänien, Slowenien, Schweden.

## Patentamt und Verfahren
Für die Erteilung des EU-Patents wird weder eine neue Behörde (etwa ein Patentamt der Europäischen Union) geschaffen noch das Amt der Europäischen Union für Geistiges Eigentum erweitert werden. Vielmehr wird für die Erteilung das Europäische Patentamt zuständig sein, welches bereits mit der Erteilung der Europäischen Patente (EP) betraut ist. Dabei sollen jedoch die Rechercheergebnisse nationaler Patentämter stärker berücksichtigt werden. Das Erteilungsverfahren beruht damit wiederum auf dem EPÜ.
Das Europäische Patentamt ist keine Behörde der EU, sondern das ausführende Organ der Europäischen Patentorganisation, einer gesonderten internationalen Organisation.
Ein Beitritt der EU zum Europäischen Patentübereinkommen ist nicht mehr vorgesehen. Er hätte den Interessenkonflikt im Verwaltungsrat reduziert, denn die nationalen Ämter sind auf vielfältige Weise mit dem Europäischen Patentamt verbunden (finanziell durch die Jahresgebühren sowie durch Kooperationsprojekte, ferner als Konkurrenten bzw. Aspiranten um Teile der Arbeit zu übernehmen, durch Besetzung der Spitzenpositionen im EPO usw.). Die Rolle der nationalen Ämter wäre dennoch gestärkt, denn ein Teil der Jahresgebühren für das EU-Patent sind laut aktuellem Vorschlag direkt an die nationalen Ämter zu zahlen, und nicht an die Staaten als solche.
Anstelle eines nationalen Patents oder eines Europäischen Patents, bei dem nur das Erteilungsverfahren zentralisiert ist und aus dem nach seiner Erteilung ein „Bündel“ nationaler Patente wird, würde das EU-Patent immer für alle teilnehmenden Mitgliedstaaten der Europäischen Union gleichzeitig beantragt werden. Dieser Antrag könnte dann auch innerhalb einer Europäischen Patentanmeldung durch Benennung der Europäischen Union (eventuell neben der Benennung von Staaten, die keine EU-Mitglieder sind, wie zum Beispiel der Schweiz und der Türkei) erfolgen. Nach der Erteilung würde das Patent nicht mehr in einzelne nationale Patente zerfallen, sondern als einheitliches Patent Wirkung für die teilnehmenden EU-Staaten entfalten.
Die zurzeit vorgeschlagene Sprachenlösung beruht auf einer Anmeldung in einer offiziellen Amtssprache der Europäischen Union, gegebenenfalls einer Übersetzung in eine der drei Amtssprachen des Europäischen Patentamts (Englisch, Deutsch oder Französisch), Veröffentlichung in dieser Verfahrenssprache und allen weiteren Amtssprachen der Europäischen Union durch maschinelle Übersetzung, Erteilung in der Verfahrenssprache, Einreichung von menschlichen Übersetzungen der Patentansprüche und maschinelle Übersetzung der Beschreibung.

## Vergleich des Einheitspatents (EPeW) mit demEuropäischen Patent(EP)
Das Einheitspatent ist ein Teil des Europäischen Patents in Bezug auf die EU-Länder, die das Übereinkommen über ein Einheitliches Patentgericht (EPGÜ) vom 19. Februar 2013 ratifiziert haben. Für alle anderen Länder kann das Europäische Patent wie gewohnt validiert werden.
1. Territorium: Erstreckung immer auf alle Mitgliedsstaaten der Europäischen Union, bzw. alle Staaten, welche an der Verstärkten Kooperation teilnehmen (für das Europäische Patent sind die Staaten einzeln zu nennen. Eine Erstreckung auf alle EU-Mitgliedsstaaten wird vom Anmelder bisher – wohl aus Kostengründen – selten gewünscht)
2. Zentralisierung im Bereich Nichtigkeitsklagen und Verletzung (wie geplantes EPLA) durch ein eigenes Gericht
3. Geänderte Anforderungen an die Übersetzungen (ähnlich wie im Londoner Übereinkommen vereinbart, welches jedoch nur von einem Teil der EPÜ-Staaten unterzeichnet wurde).[9]

Die zwangsweise territoriale Erstreckung auf alle Mitgliedstaaten der Europäischen Union ist politisch erwünscht, denn das bisherige System widerspricht dem freien Warenverkehr der Europäischen Union. Die Zentralisierung nach der Erteilung geht in die gleiche Richtung und bietet Konsistenz und Kostenersparnis für die streitenden Parteien. Insbesondere wird verhindert, dass nationale Gerichte die Patentverletzung oder Nichtigkeit in verschiedenen Mitgliedstaaten der Europäischen Union verschieden auslegen (zum Beispiel Epilady-Fall), wodurch ein Kläger durch die Wahl eines Gerichts das Urteil beeinflussen kann (Forum-Shopping).
Ein weiterer Vorteil wäre die frühzeitige elektronische Verfügbarkeit der Übersetzungen, welche bei Europäischen Patenten meist nicht gegeben ist.
Die Hauptnachteile des EU-Patents sind im Bereich der Übersetzung angesiedelt. Die maschinelle Übersetzung ist fehlerbehaftet und erfordert Programme für kommerziell nicht verfügbare Sprachpaare (zum Beispiel von Deutsch in Maltesisch), die menschliche Übersetzung der Ansprüche in manche Amtssprachen der Europäischen Union ist nicht wirtschaftlich. Derzeit wird der Einsatz von statistischer maschineller Übersetzung erwogen, ähnlich wie im von der Europäischen Union geförderten EuroMatrix-Projekt. Ein anderes Problemfeld ist die Sprachenregelung vor Gericht. Ein weiteres Problemfeld sind die höheren Kosten für Jahresgebühren im Vergleich zu den europäischen Patentmeldungen, die wie überwiegend (derzeit 50 % der Anmeldungen) nur in Großbritannien, Frankreich und Deutschland validiert werden. Für ein EU-Patent müssen Jahresgebühren in allen Validierungsstaaten entrichtet werden. Bisher ist kein Mitgliedstaat bereit, auf seinen Gebührenanteil zu verzichten. Ein Preisvorteil zugunsten des EU-Patents ergibt sich damit nur im Vergleich zu europäischen Patentanmeldungen, die in mehr als fünf Ländern validiert werden. Dies betrifft voraussichtlich weniger als 10 % aller Anmeldungen.

## Geschichte
Bereits am 15. Dezember 1975 wurde das Übereinkommen über das europäische Patent für den Gemeinsamen Markt (Gemeinschaftspatentübereinkommen) unterzeichnet. Es hätte sich bei diesem um einen gesonderten Vertrag und nicht um Sekundärrecht der Gemeinschaft gehandelt. Aus verschiedensten Gründen scheiterte die Ratifikation, so dass das Übereinkommen nicht in Kraft treten konnte.
Im Dezember 1989 wurde ein zweites Mal versucht ein Gemeinschaftspatent zu etablieren. 12 Staaten unterzeichneten die Vereinbarung über Gemeinschaftspatente; sie wurde jedoch nur von sieben Staaten ratifiziert und trat damit nicht in Kraft.
Mit dem Vorschlag der Kommission vom 1. August 2000 für eine Verordnung des Rates über das Gemeinschaftspatent wurde ein neuer Anlauf gestartet. Das Gemeinschaftspatent sollte nun nicht mehr die nationalen Patente ersetzen, sondern wie die Gemeinschaftsmarke oder das Gemeinschaftsgeschmacksmuster als Option für die Anmelder bereitstehen. Außerdem soll die Regelung durch eine Verordnung getroffen werden, so dass keine Ratifikation durch die Mitgliedsstaaten notwendig ist.
Am 3. März 2003 sah es nach einer europäischen Einigung in dieser Frage aus. Die Hoffnung erlosch jedoch in den folgenden 15 Monaten, in denen die Uneinigkeit über die Sprachregelung sowie über die Fristen zur Einreichung von Übersetzungen nicht beseitigt werden konnten. Im Jahr 2009 gab es mit der Einigung des Rates wieder erhebliche Fortschritte.
Bemühungen zur Schaffung eines solchen Patents, für das vor dem Inkrafttreten des Vertrags von Lissabon die Bezeichnung Gemeinschaftspatent vorgesehen war, gibt es seit langem, sind jedoch bisher immer gescheitert, da im Prinzip Einstimmigkeit erforderlich ist. Vor allem Spanien und Italien widersetzten sich der geplanten Sprachenregelung.
Nachdem auch nach vielen Jahren keine Einstimmigkeit erreicht werden konnte, hat der Rat der Europäischen Union am 10. März 2011 eine Verstärkte Zusammenarbeit zwischen 25 Mitgliedstaaten der EU genehmigt (alle mit Ausnahme von Italien und Spanien). Die EU-Kommission legte kurz darauf am 13. April 2011 ihren Vorschlag vor. Dieser Vorschlag wurde am 27. Juni 2011 gemeinsam mit dem Vorschlag für die Übersetzungsregelung vom Rat mit Änderungen angenommen, welche zum Beispiel den Verteilungsschlüssel der Jahresgebühren betreffen.
Die Vorschläge wurden nach der Sommerpause im Rahmen der Binnenmarkt-Gesetzgebung vom Europäischen Parlament geprüft. Zu klären ist, ob das Europäische Patentübereinkommen im Hinblick auf das EU-Patent geändert werden muss. Denkbar ist nämlich, dass sich der Zusammenschluss von Staaten zu einer einzigen Benennung „EU“ analog zum Zusammenschluss Schweiz/Liechtenstein mit dem Europäischen Patentübereinkommen in der vorliegenden Form abbilden lässt.
Ende 2011 besteht das Legislativpaket für den neuen EU-Patentschutz aus Vorschlägen für je eine Verordnung zum einheitlichen Patentschutz und zum Sprachenregime sowie einem Vorschlag für ein internationales Abkommen zur Schaffung eines einheitlichen Patentgerichts.
Am 22. November 2011 erteilte der Rechtsausschuss des Europäischen Parlaments den Berichterstattern für das Legislativpaket das Mandat, mit der Europäischen Kommission und dem Rat der Europäischen Kommission in Verhandlungen über die zugehörigen Dossiers zu treten. Da sich Spanien und Italien zuvor bereits gegen die Vorschläge des Legislativpakets ausgesprochen hatten, kam für alle drei Vorschläge das Verfahren der „verstärkten Zusammenarbeit“ zur Anwendung.
Am 20. Dezember 2011 gab der Rechtsausschuss des Europäischen Parlaments zu einem Vorschlag für das Legislativpaket, der am 1. Dezember 2011 von Vertretern des Europäischen Parlaments und der polnischen Ratspräsidentschaft vorgelegt wurde, seine Zustimmung.
Am 11. Dezember 2012 stimmte das Europäische Parlament dem Paket aus EU-Patent, Sprachenregelung und Patentgericht zu. Der Beschluss des Europäischen Parlaments wurde von Rat am 17. Dezember 2012 bestätigt. Am 31. Dezember 2012 wurden die hierfür zentralen Verordnungen (EU) Nr. 1257/2012 und (EU) Nr. 1260/2012 im Amtsblatt der Europäischen Union (ABl) kundgemacht. Beide Verordnungen traten am 20. Januar 2013 in Kraft.
Am 7. März 2017 gab der spanische Parlamentsausschuss für Wirtschaft, Industrie und Wettbewerb mehrheitlich seine Zustimmung zu einem Antrag der spanischen sozialistischen PSOE-Partei, wonach die Regierung den Beitritt Spaniens zum System des Einheitlichen Patents erneut prüfen möge. Dem erteilte jedoch der Minister für Wirtschaft und Wettbewerb, Luis de Guindos, am 22. März 2017 eine Absage. Als Gründe gab er die Regelung der Sprachenfrage sowie Zweifel an der rechtlichen Schutzwirkung des einheitlichen Patents an.
Nach Verabschiedung beider zugeordneter Gesetzentwürfe durch den Deutschen Bundestag war ein Start am 1. Dezember 2017 wahrscheinlich. Allerdings wurde im Juni 2017 in Deutschland Verfassungsbeschwerde gegen die Ratifizierung eines der Verträge eingelegt. Auf Bitten von Richtern des Bundesverfassungsgerichts unterzeichnete Bundespräsident Frank-Walter Steinmeier das Gesetz nicht. Mit Beschluss vom 13. Februar 2020 gab das Bundesverfassungsgericht der Beschwerde statt, so dass einer der Verträge und damit auch das Gemeinschaftspatentsystem bis zu einer erneuten Ratifizierung in Deutschland nicht in Kraft treten kann. Ein weiteres zu lösendes Problem ist der Brexit, da das Vereinigte Königreich nach bisherigem Vertrag zwingend ratifizieren muss, jedoch das Vereinigte Königreich angekündigt hat, seine Ratifikation zurückzunehmen.
Am 26. November 2020 nahm der Deutsche Bundestag den letzten offenen Vertrag (zum Einheitspatentgericht) mit der dafür notwendigen 2/3 Mehrheit an, die Ratifizierung erfolgte im September 2021.